# Napnyugta után
A Napnyugta után (Just After Sunset) Stephen King ötödik, 2008-ban megjelent novelláskötete, amely tizenhárom történetet tartalmaz.

## Tartalom
| Cím                                   | Eredeti cím                                 | Eredeti első megjelenés                                            |
| ------------------------------------- | ------------------------------------------- | ------------------------------------------------------------------ |
| Állomás                               | Willa                                       | Playboy 2006. december                                             |
| A mézeskalács lány                    | The Gingerbread Girl                        | Esquire 2007. július                                               |
| Harvey álma                           | Harvey's Dream                              | The New Yorker 2003. június 30.                                    |
| Kényszerpihenő                        | Rest Stop                                   | Esquire 2003. december                                             |
| A szobakerékpár                       | Stationary Bike                             | Borderlands 5 (2003)                                               |
| Amiket hátrahagytak                   | The Things They Left Behind                 | Transgressions: Volume Two (2005)                                  |
| A bizonyítványosztás délutánja        | Graduation Afternoon                        | Postscripts 2007. március                                          |
| N.                                    | N.                                          | korábban nem jelent meg sehol                                      |
| A pokol macskája                      | The Cat from Hell                           | Cavalier 1977. június                                              |
| New York Times-előfizetés akciós áron | The New York Times at Special Bargain Rates | The Magazine of Fantasy and Science-Fiction 2008. október/november |
| Néma                                  | Mute                                        | Playboy 2007. december                                             |
| Ayana                                 | Ayana                                       | The Paris Review 2007. ősz                                         |
| Szorult helyzetben                    | A Very Tight Place                          | McSweeney's 2008. május                                            |

## Magyarul
- Napnyugta után. Elbeszélések; ford. Gy. Horváth László et al.; Európa, Bp., 2010